# 古欲
古欲（11世纪？—1115年），辽朝末年起事首领。饶州（今内蒙古赤峰市北、巴林右旗巴林桥西北）渤海人，古氏。
辽天祚帝天庆五年（1115年）二月，乘女真崛起，辽朝日衰之机，在饶州聚集投下城居民起事，自称大王。头下军州的渤海人响应，有步骑三万余人，声势很大。辽国派兵镇压，四月，击败萧谢佛留统领的辽兵。五月，又战胜南面都部署、都统蕭陶蘇斡的军队。萧陶苏斡采用镇压和招降兼施的手段，瓦解了变民军。六月，古欲中萧陶苏斡计，被擒，变民军数千人被杀。起事前后只经五月，失败。 